# Apanthura childi
Apanthura childi är en kräftdjursart som först beskrevs av Brian Frederick Kensley 1979.  Apanthura childi ingår i släktet Apanthura och familjen Anthuridae. Inga underarter finns listade i Catalogue of Life.